# Ticker (Kurzfilm)
Ticker ist ein Teil der Kurzfilmreihe The Hire von Joe Carnahan der im Auftrag von BMW im Jahr 2002 als Werbefilm entstand.

## Handlung
Scheinbar irgendwo in Afrika. Der Driver fährt einen Passagier, der einen wichtigen, mysteriösen Aktenkoffer am Handgelenk mit sich führt. Plötzlich taucht ein bewaffneter Hubschrauber auf, der unnachgiebig das Feuer auf die beiden eröffnet. Eine rasente Verfolgungsjagd zu Land und zu Luft beginnt. Von einer Kugel getroffen spritzt eine unidentifizierbare Flüssigkeit aus dem Inneren des Koffers. Der Passagier antwortet nicht auf die Frage nach dem Inhalt des Koffers, antwortet auch nicht auf die Frage, ob die Flüssigkeit chemischen oder biologischen Ursprungs ist. Da der BMW Z4 unnachgiebig beschossen wird, drängt der Passagier verzweifelt zur Weiterfahrt. Der Driver schafft es durch waghalsige Fahrmanöver, den Hubschrauber zum Absturz zu bringen. Nach dem Absturz stellt der Driver den Passagier vor die Wahl: Der Passagier sagt ihm, was in dem Koffer ist und der Driver trifft die Entscheidung, ob sie weiterfahren – oder er setzt den Passagier samt Koffer an die Luft und der (inzwischen verwundete) Passagier muss sich auf eigene Faust durchschlagen. Die Entscheidung des Passagiers wird nicht enthüllt, denn die nächste Szene macht deutlich, dass die Zeit zu drängen scheint: Der Driver rast im halsbrecherischen Tempo über die gebirgige, serpentinenreiche Straße, der Motor des zusammengeschossenen BMW Z4 brüllt – der Tank ist leck und das Benzin reicht gerade noch zum 27 Meilen entfernten Zielort. Dort angekommen, werden beide von bewaffneten Wachen in Empfang genommen, die sofort das Auto umzingeln. Der Driver – nun im Besitz des Koffer – wird von einem Bodyguard abgeführt und in eine große Halle mit einem provisorischen, aber gut ausgestatteten Lazarett geführt. Mehrere Bodyguards und uniformierte Soldaten bewachen dieses Lazarett und drängen andere uniformierte Einheiten zurück, die offensichtlich die Absicht haben den Kurier mit dem Koffer zu stoppen. Es stellt sich heraus, dass der Koffer ein Spenderherz beinhaltet, das für eine wichtige politische Figur vorgesehen ist. Ärzte entnehmen dem Koffer das Herz und stabilisieren es in einem speziellen „Kühlfach“, der Patient wird für die Transplantation vorbereitet.
Erst jetzt wird die Entscheidung des Passagiers gezeigt: Der Passagier sagt, dass in dem Koffer menschliches Leben sei, für den Großen Mann, der den Frieden im Land fünf Jahrzehnte gewahrt hat. Er sagt weiterhin, dass, sollten sie versagen, seine Widersacher die Macht ergreifen würden und das Land mit Tyrannei überziehen würden. Der Film endet, als der völlig erschöpfte und verstörte Driver wieder in seinen stark beschädigten Wagen einsteigt.